# Schlaraffenland

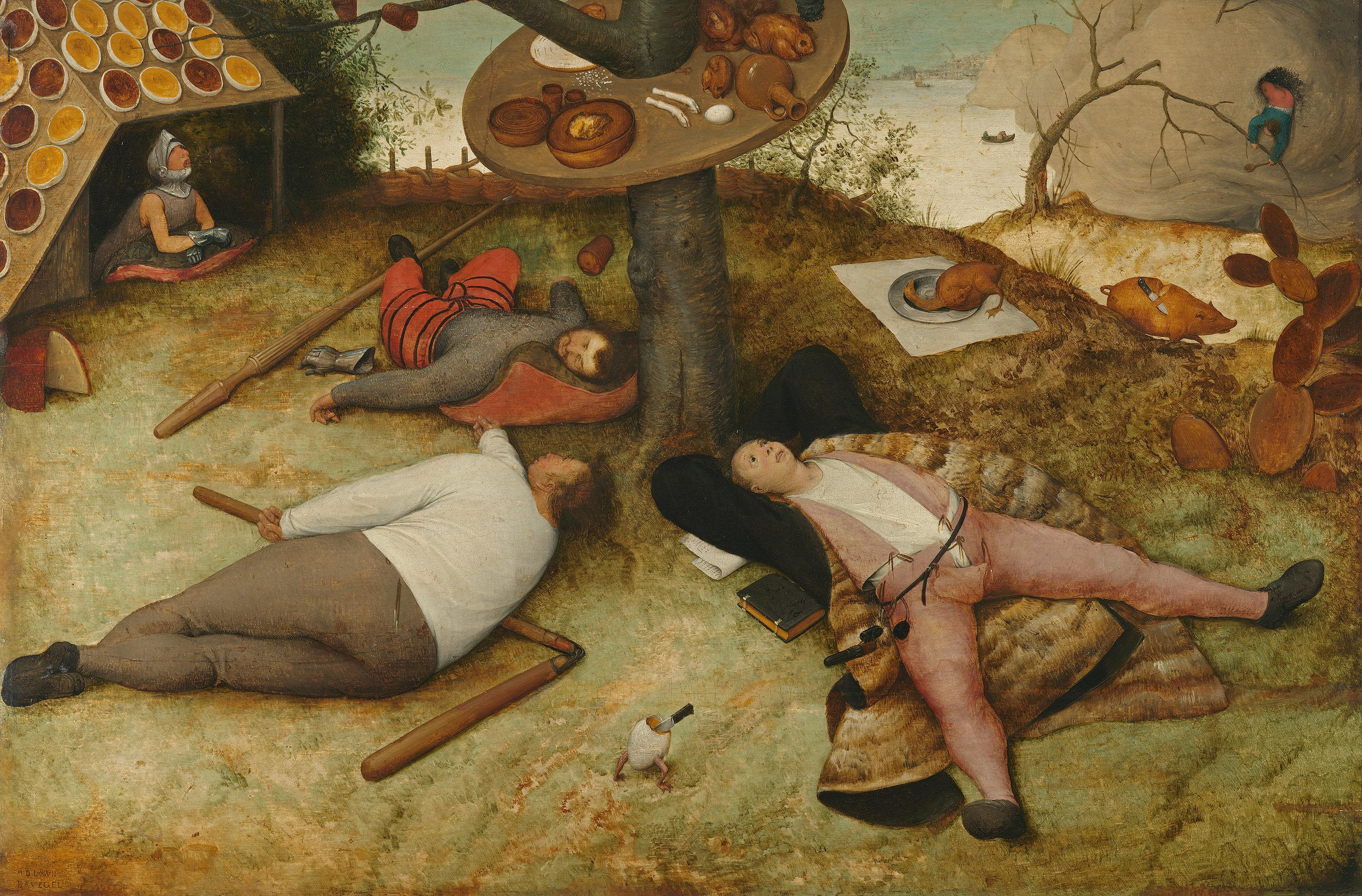
Schlaraffenland av Pieter Brueghel den äldre (1567). Alte Pinakothek, München.

Schlaraffenland är ett fantasiland, där man utan ansträngning får alla önskningar tillgodosedda och lättjan är en dygd istället för en synd.
Schlaraffenland avbildas ofta som ett land där allt finns i överflöd: I flodbäddarna rinner mjölk, honung eller vin istället för vatten. Alla fåglar flyger omkring redan tillredda och färdiga att intas. Husen är byggda av kakor, istället för stenar ligger ostar runt omkring och så vidare. Njutandet är invånarnas största dygd, hårt arbete och flit ses som synder. I sagan om Schlaraffenland återfinns uttrycket stekta sparvar flyger i munnen på en, vilket känns igen från kung Carl XVI Gustafs jultal 2002.
Schlaraffenland dök upp som idé första gången 1494 som en parodi på paradiset i ett verk av Sebastian Brants och senare användes det i en dikt av Hans Sachs. Liknande idéer fanns dock redan hos de grekiska diktarna Telekleides och Ferekrates. Äldre stavningar inkluderar Schlarraffenland, Schlaweraffen Landt och Schlauraffenlandt.

## Etymologi
Schlaraffe betyder på tyska 'lättjefull person' och kommer ursprungligen från medelhögtyskans slūraffe 'latmask'. Ytterst från medelhögtykans slūr i betydelsen 'kringsläntrande, lätting, lättsinnig person', besläktat med tyskans schlummern 'slumra' och svenskans sluring, och medelhögtyskans affe 'apa'.

## Vidare betydelser
- Den tyska filmen från 1999 med Heiner Lauterbach och Franka Potente.
- Heinrich Manns roman Im Schlaraffenland.
- Albumet Aufstand im Schlaraffenland av Deichkind
- Albumet Schlaraffenland av Sobsister